# Bedřich Karel Kinský
Bedřich Karel Kinský (18. února 1834 Vídeň – 23. září 1899 Kostelec nad Orlicí) byl český šlechtic a politik z rodu Kinských, poslanec Českého zemského sněmu a Říšské rady.

## Biografie

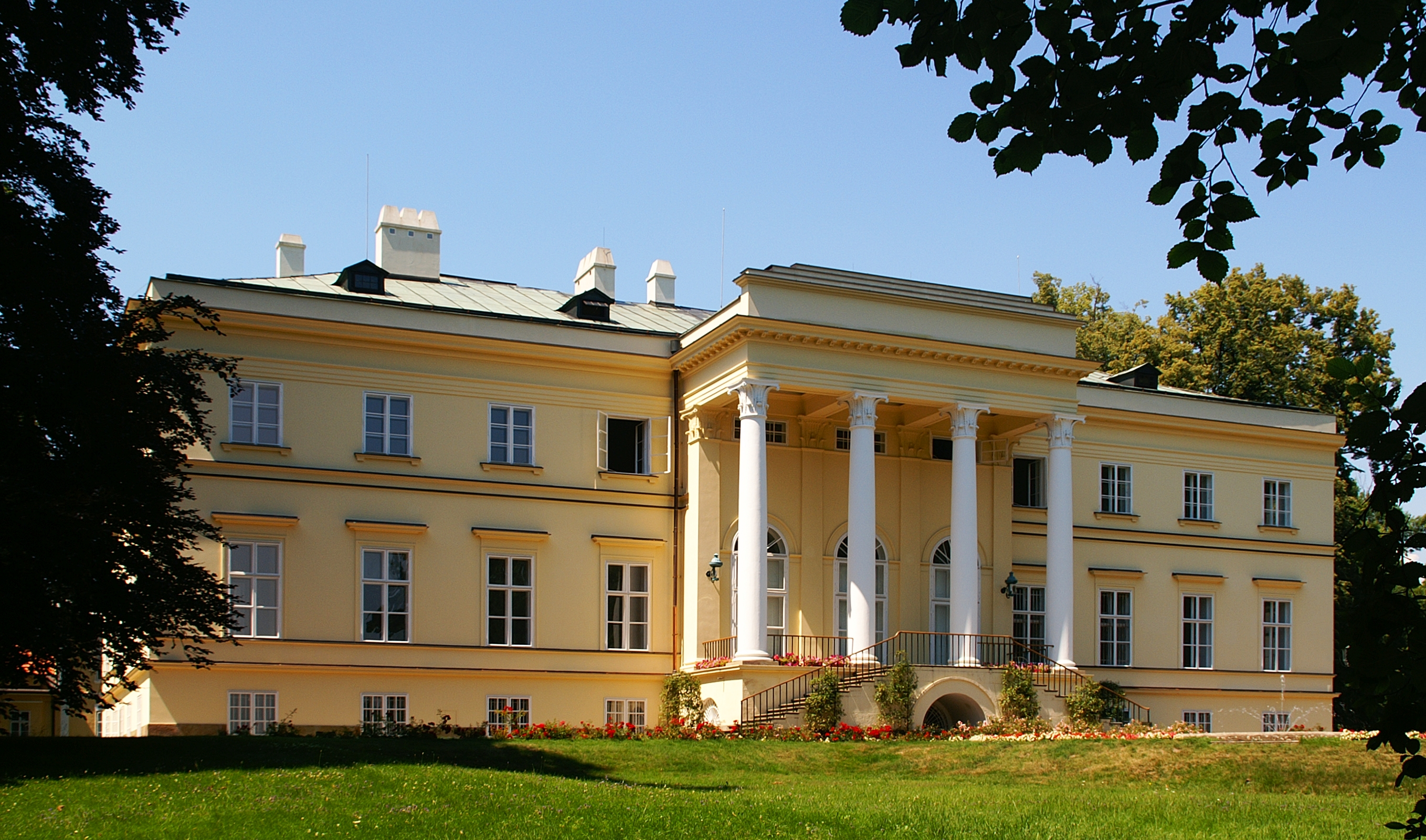
Zámek Kostelec nad Orlicí

Byl synem hraběte Josefa Kinského (1806–1862), mladšího syna knížete Ferdinanda Jana Kinského, a jeho ženy Marie Černínové z Chudenic (1806–1872). Sídlil na rodovém panství v Kostelci nad Orlicí. Zapojil se zde do veřejného i politického života. Zastával funkci prvního okresního starosty v Kostelci nad Orlicí. V roce 1870 nechal v tomto městě zbudovat panský cukrovar. Byl aktivní při prosazení výstavby železniční trati Hradec Králové - Kyšperk. V Kostelci se podílel na vzniku různých spolků.
Ve volbách roku 1873 se stal poslancem Říšské rady (celostátní zákonodárný sbor), kde zastupoval kurii venkovských obcí, obvod Rychnov, Žamberk, Ústí nad Orlicí atd. Z politických důvodů se nedostavil do sněmovny, čímž byl jeho mandát i přes opakované zvolení prohlášen za zaniklý. Jako český konzervativní šlechtic a stoupenec českého státního práva totiž podobně jako liberální česká politická reprezentace odmítal legitimitu ústředních zákonodárných sborů a praktikoval tak politiku pasivní rezistence.
V lednu 1866 byl v doplňovacích volbách za kurii velkostatkářskou, nesvěřenecké velkostatky, zvolen na krátkou dobu za poslance Českého zemského sněmu. Opětovně zasedal jako poslanec Českého zemského sněmu v letech 1878–1892. Patřil do Strany konzervativního velkostatku. Roku 1890 byl jedním z osmnácti vyjednavačů během takzvaných punktací (pokus o česko-německé vyrovnání v Čechách, později odmítnutý mladočechy jako nevýhodný pro českou stranu). Na schůzi sněmu v září 1892 byla oznámena jeho rezignace na mandát.
Do práce Říšské rady se zapojil až po volbách roku 1879, v nichž byl zvolen za velkostatkářskou kurii v Čechách. Mandát obhájil ve stejné kurii i ve volbách roku 1885 a volbách roku 1891. Ve vídeňském parlamentu setrval do 10. října 1893, kdy byla oznámena na schůzi sněmovny jeho rezignace. Po volbách v roce 1879 se na Říšské radě připojil k Českému klubu (jednotné parlamentní zastoupení, do kterého se sdružili staročeši, mladočeši, česká konzervativní šlechta a moravští národní poslanci). Jako člen parlamentního Českého klubu se uvádí i po volbách v roce 1885.
Od roku 1893 působil jako doživotní člen Panské sněmovny (jmenovaná horní komora Říšské rady). Od mládí byl též držitelem hodnosti c. k. komořího (1863) a v roce 1888 obdržel titul c. k. tajného rady.

## Rodina
V roce 1864 se ve Vídni oženil s hraběnkou Žofií Mensdorff-Pouilly, dcerou Alfonse Bedřicha Mensdforff-Pouilly a neteří rakouského ministra zahraničí Alexandra Mensdorffa-Pouilly. Žofie byla od roku 1865 dámou Řádu hvězdového kříže a později se stala c. k. palácovou dámou. Z jejich manželství pocházelo sedm dětí:
- 1. Alfons Maria Josef (14. září 1865 Kostelec nad Orlicí – 21. listopadu 1877 Zlonice)
- 2. Marie Terezie (18. října 1866 – 11. května 1889), dáma Řádu hvězdového kříže, manž. 1885 kníže Karel IV. ze Schwarzenbergu (1. července 1859, Čimelice – 4. října 1913, Orlík nad Vltavou), c. k. tajný rada, poslanec českého zemského sněmu a říšské rady, dědičný člen rakouské panské sněmovny, rytíř Řádu zlatého rouna, majitel velkostatků Orlík, Zvíkov, Čimelice, Osov
- 3. Terezie Marie Františka Judita (10. prosince 1867 – 22. února 1943), dáma Řádu hvězdového kříže, c. k. palácová dáma, manž. 1885 hrabě Siegfried Clary-Aldringen (14. října 1848, Teplice – 11. února 1929, tamtéž), c. k. tajný rada, komoří, diplomat, rakousko-uherský vyslanec v Bruselu 1903–1912
- 4. Vilemína Marie (12. září 1869 – 16. května 1943), manž. 1895 hrabě Edwin Lazar Henckel von Donnersmark (23. ledna 1865 – 23. března 1929), rytmistr v pruské armádě, člen pruské poslanecké sněmovny, rytíř Maltézského řádu
- 5. Marie Josefína Vilemína (23. srpna 1874 Kostelec nad Orlicí – 23. dubna 1946), manž. 1898 Aloys Löwenstein-Wertheim-Rosenberg (15. září 1871 – 25. ledna 1952), poslanec německého říšského sněmu, dědičný člen horní komory sněmovny v Bavorsku, Bádensku a Hesensku, majitel velkostatku Bor u Tachova
- 6. Josef (1878–1880)
- 7. František Josef (11. května 1879 Kostelec nad Orlicí – 1. září 1975 tamtéž), c. k. komoří, rytmistr, majitel velkostatku Kostelec nad Orlicí, manž. 1908 Marie Pavlína hraběnka Bellegarde (13. prosince 1888, Maribor – 30. července 1953, Kostelec nad Orlicí)

Jeho švagrem byl hrabě Bohuslav Chotek, otec Žofie Chotkové.